# OUIGO
OUIGO는 프랑스의 저가 고속철도 브랜드 이름이다. 이 브랜드는 2013년 4월부터 설립된 기업으로 프랑스의 철도 기업인 SNCF의 자회사에 해당된다.

## 개요

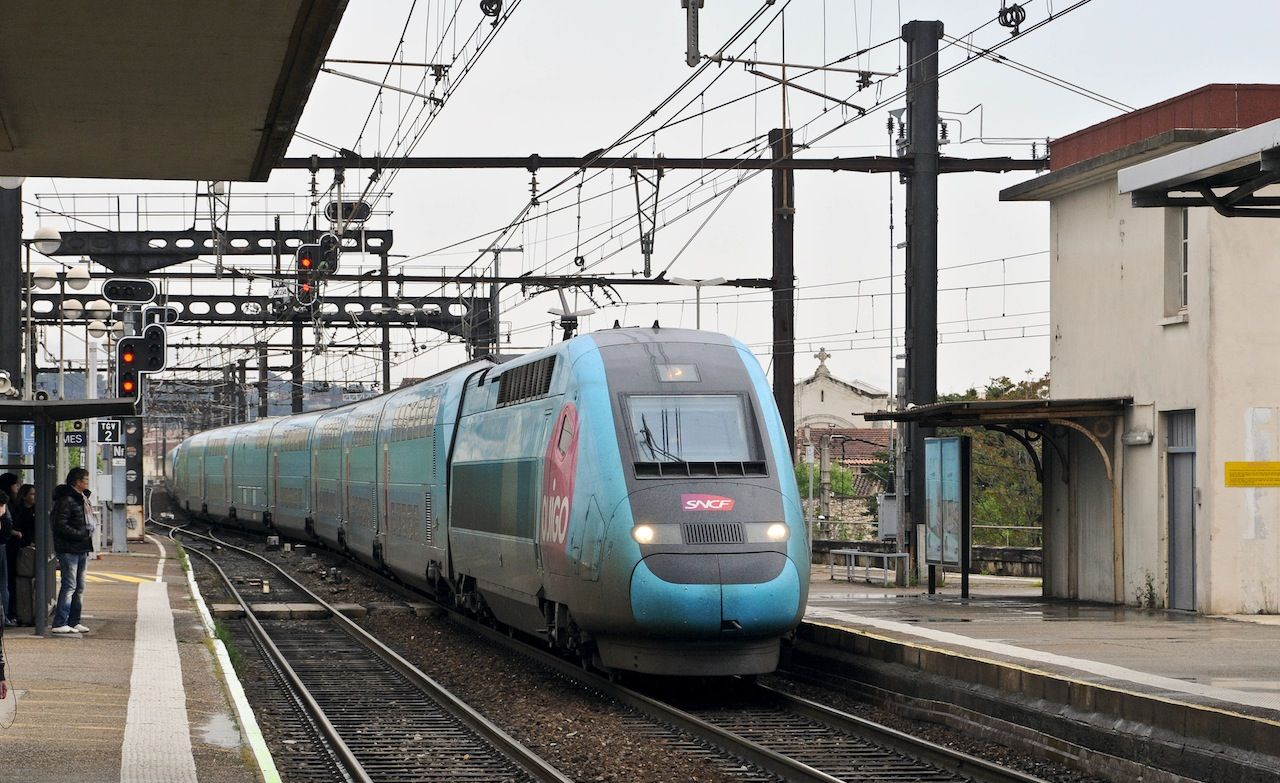
님 역에 도착한 OUIGO 열차

유럽의 경우 상대적으로 항공 노선이 자유화가 되는데 반해, 프랑스의 TGV의 경우 프랑스 정부가 독점으로 소유하고 있다. 2019년 12월을 목표로 고속철도 노선 자유화와 저가 항공사와 경쟁에 대해 독일에서 회담과 더불어 도시간 버스 시장 규제 완화가 될 것을 기대했다. 2013년 프랑스에서 최초로 저가 고속철도 회사를 설립하기로 결정을 했는데 오늘날 이 회사가 세계 최초의 저가 고속철도 기업이 되었다.

## 특징

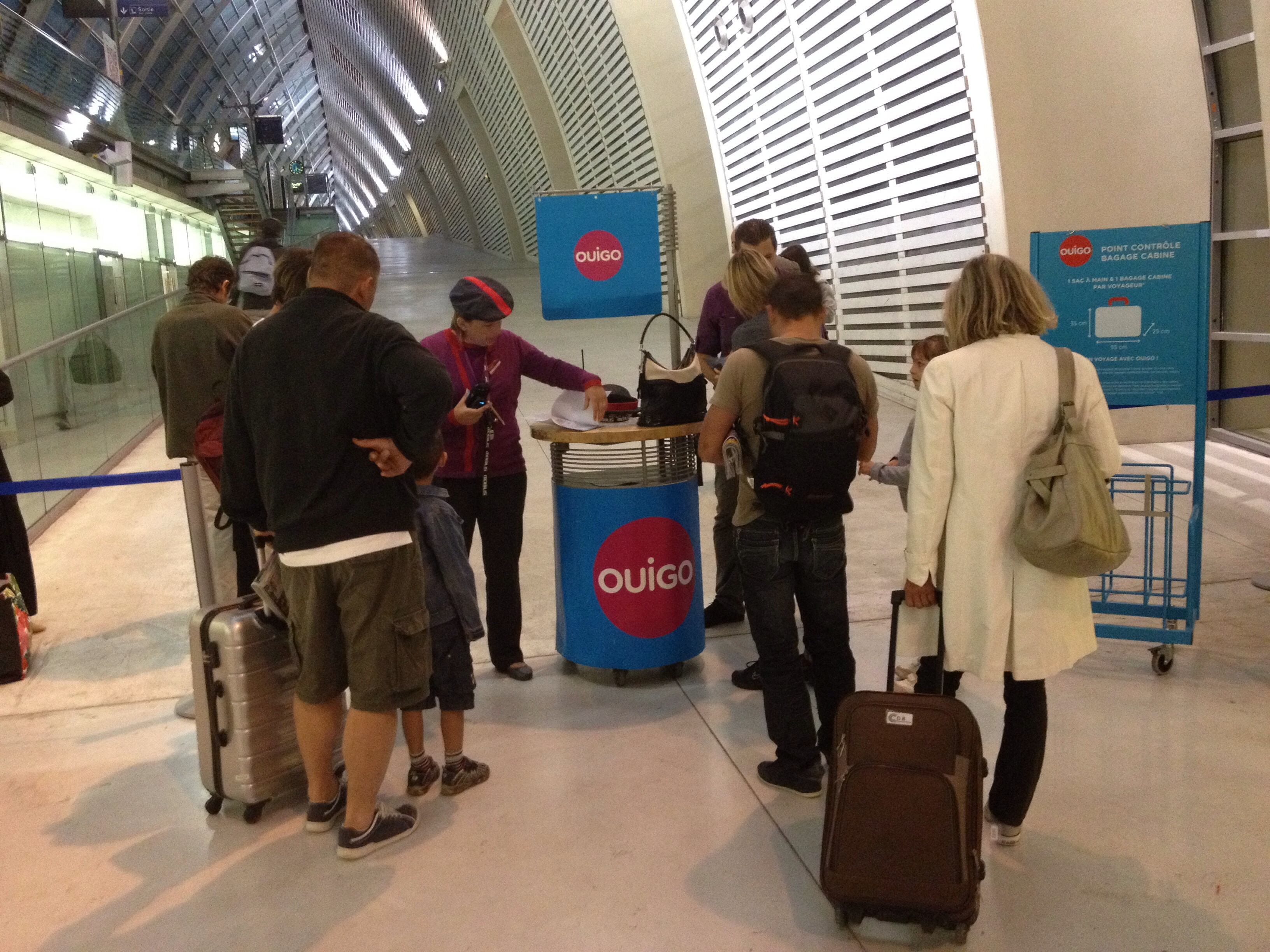
아비뇽 역에서 OUIGO 체크인 데스크

유럽의 저가 항공사인 라이언에어, 이지젯을 기반으로 하는 서비스를 제공하고 있다.
- 열차표의 경우 전용 사이트나 모바일 앱을 통해 인터넷으로 구입이 가능하며 차표 기계, 차표 카운터 또는 SNCF 웹사이트를 통해 예약이 가능하다. 단 최소 4시간 전에 구입이 가능하며 승객이 출발하기 4일 전에 집에서 인쇄할 수 있는 열차표 메일을 받거나 모바일 앱을 사용해 전자표 주문이 가능하다.
  - 2013년 10월, 제휴가 없는 캡트래인 트래인을 통해 티켓을 예약이 가능해졌다.[5]
- 모든 열차가 SNCF TGV 듀플렉스 열차로, 식당차가 없고 모든 좌석이 싱글 세컨드 클레스로 2x2 또는 3x1로 구성되었다. 만일 중련 운행을 한다면 최대 1,268명의 승객을 수용할 수 있으며 이는 TGV 2층 열차보다 20% 더 많은 승객을 처리하고 있다.
- 파리 샤를 드 골 공항과 같은 주요 공항 대신 파리 보베 공항과 같은 일반 공항을 사용하는 저가 항공사와 마찬가지로 파리 리옹역 대신에, 마른 라 발레 세시역과 같은 중요하지 않은 역에서 출발하는 이유는 선로 비용을 절감하는 목적이 있다.
- 이 열차의 경우 직원이 적은 편으로 저가 항공사와 마찬가지로 열차의 유지 보수와 승객에게 서비스를 제공하는 편이다.
- 기존 TGV 열차의 경우 최대 7시간 운행이 가능한 반면 이 열차는 최대 13시간 동안 열차를 운행한다.
- 일부 저가 항공사와 마찬가지로 수화물을 무료로 사용할 수 있으나 추가 요금이 부과된다.
- 저가 항공사와 마찬가지로 고객이 회사에 연락이 가능한 방법은 인터넷만 사용이 가능하다.[6]

## 운행 노선
| 기점              | 종점              | 운행 편수 |
| ----------------- | ----------------- | --------- |
| 마른 라 발레 세시 | 마르세유 생 샤를  | 14        |
| 마른 라 발레 세시 | 몽펠리에 생 로슈  | 8         |
| 마른 라 발레 세시 | 리옹 파르디외     | 6         |
| 마르세유 성 샤를  | 마른 라 발레 세시 | 17        |
| 마르세유 성 샤를  | 리옹 파르디외     | 1         |
| 몽펠리에 생 로슈  | 마른 라 발레 세시 | 7         |
| 몽펠리에 생 로슈  | 리옹 파르디외     | 1         |
| 리옹 파르디외     | 마른 라 발레 세시 | 4         |
| 리옹 파르디외     | 마르세유 생 샤를  | 4         |
| 리옹 파르디외     | 투르쿠앵          | 7         |
| 리옹 파르디외     | 낭트              | 1         |
| 투르쿠앵          | 낭트              | 6         |
| 투르쿠앵          | 렌                | 7         |
| 투르쿠앵          | 리옹 파르디외     | 7         |
| 렌                | 리옹 파르디외     | 1         |
| 렌                | 투르쿠앵          | 6         |
| 낭트              | 투르쿠앵          | 7         |

## 현황
| 소속           | 편성 | 차량 번호 | 운행 노선 | 비고                                                |
| -------------- | ---- | --------- | --------- | --------------------------------------------------- |
| OUIGO 듀플렉스 |      |           |           |                                                     |
| OUIGO          | 17   | 760 ~ 776 | TGV       | 구, 721 ~ 737편성으로 2012년까지 SNCF 소속으로 운행 |

## 미래
기욤 페피 대표는 CNN의 비지니스 트래블과 인터뷰에서 향후 벨기에, 네덜란드, 영국을 오가는 국제선 노선을 운행하는 방안이 검토되었다.
2016년 3월, SNCF의 국제 기업인 탈리스는 파리에서 브뤼셀을 오가는 IZY 노선을 운행하기 시작했다.
SNCF는 2017년에 보르도를 운행하는 노선을 검토하고 있다.